# NASA Cold Stowage
Il NASA Cold Stowage è un'infrastruttura per la conservazione a basse temperature utilizzata a bordo della Stazione spaziale internazionale (ISS) per supportare lo stoccaggio e il trasporto di campioni scientifici da e verso l'orbita. L'infrastruttura è costituita da numerosi dispositivi, elettronici e non, che sono in grado di mantenere il proprio contenuto in condizioni termiche controllate, fondamentali per preservare esperimenti biologici, chimici e fisici che richiedono temperature specifiche durante la loro permanenza nello spazio. Il Cold Stowage è stato sviluppato dal Johnson Space Center (JSC) in collaborazione con Jacobs Technology e l'Università dell'Alabama a Birmingham (UAB) per offrire ambienti a temperatura controllata, tra cui congelatori, refrigeratori e incubatori, in cui mantenere i campioni a temperatura stabile tra i -160°C e i +48°C durante l'ascesa, le operazioni in orbita e il ritorno sulla Terra.

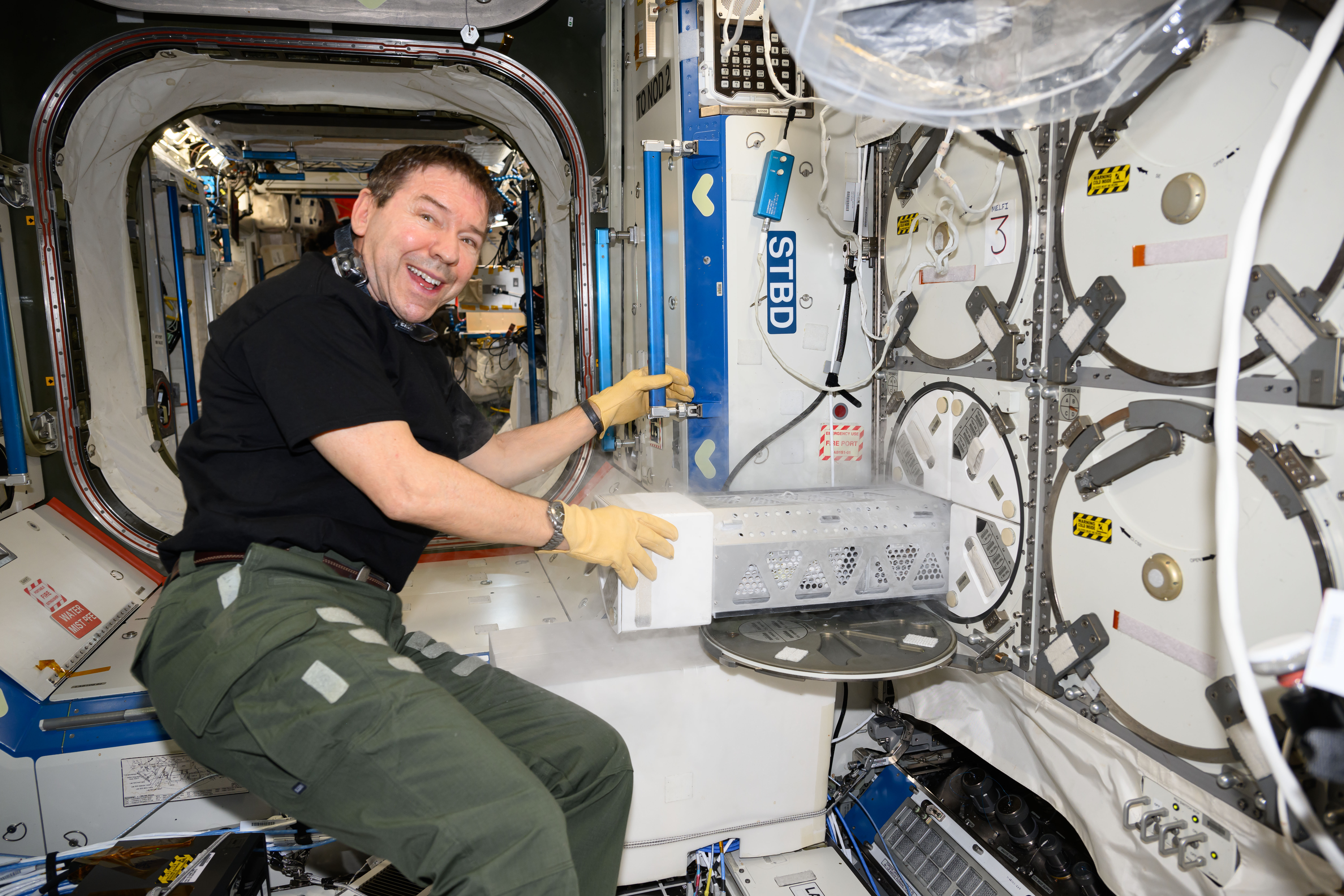
Michael Barratt lavora con MELFI di Destiny durante l'Expedition 72

## Hardware
Il sistema si suddivide in hardware attivo (dispositivi elettronici) e hardware passivo (borse frigorifere).

### Hardware attivo
- MELFI
- MERLIN
- GLACIER
- Polar
- Glovebox Freezer
- Cryo Chiller
- Iceberg

#### Per la cambusa
- FRIDGE

### Hardware passivo
- Double Coldbag
- Mini Coldbag
- Ice Bricks

## Galleria d'immagini

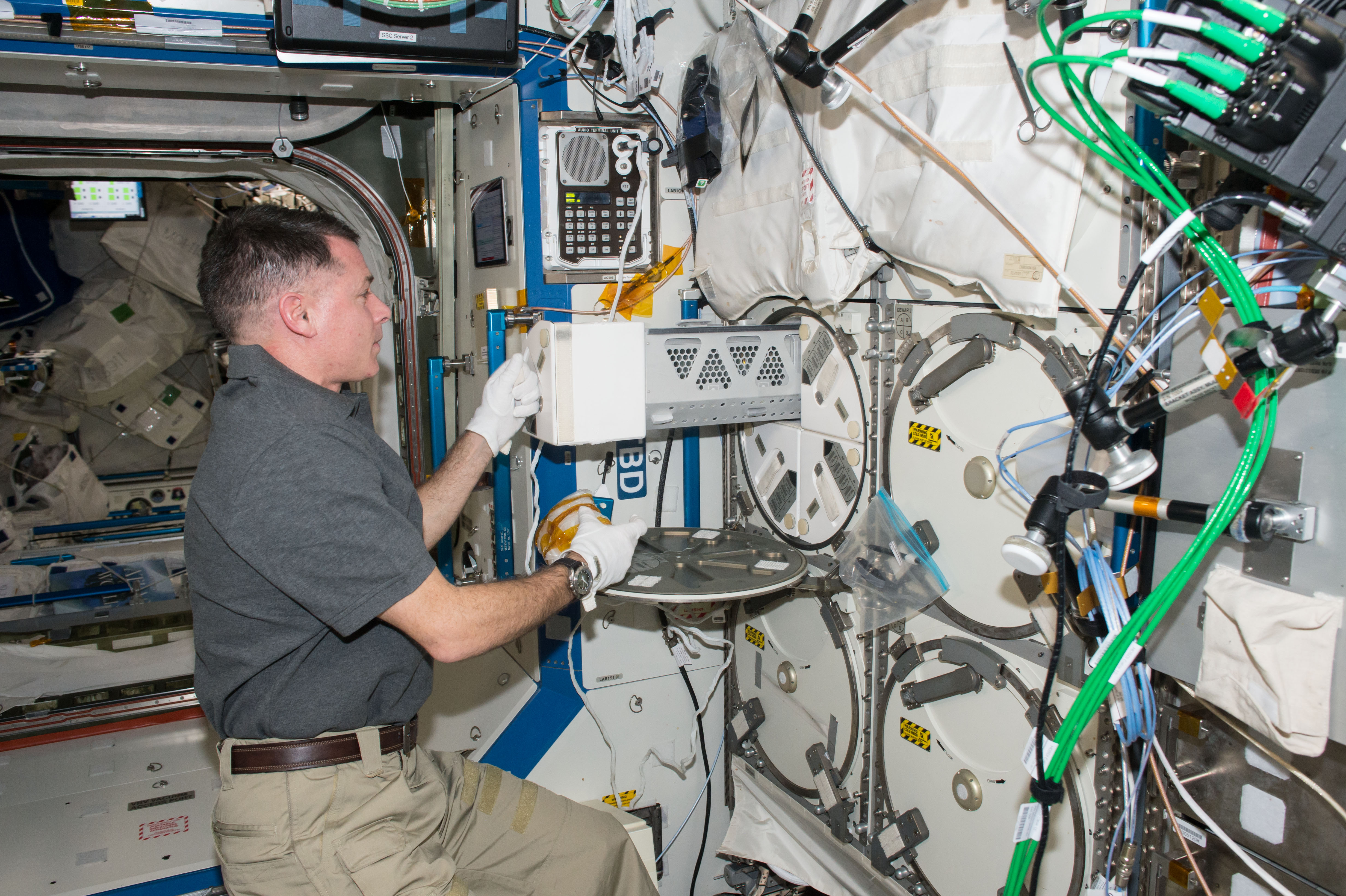
Shane Kimbrough inserisce dei campioni nel MELFI di Destiny
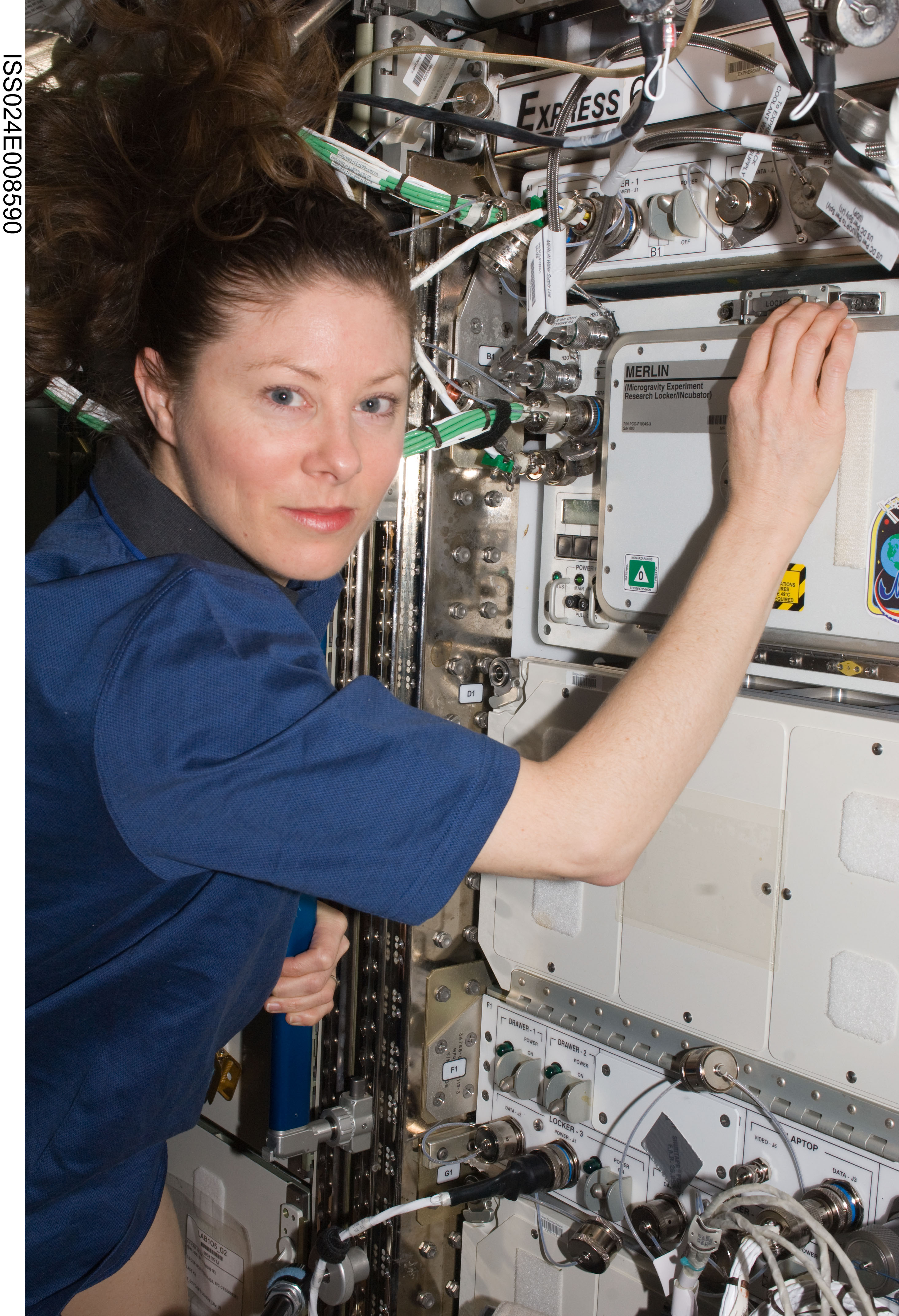
Tracy Dyson vicino a un MERLIN
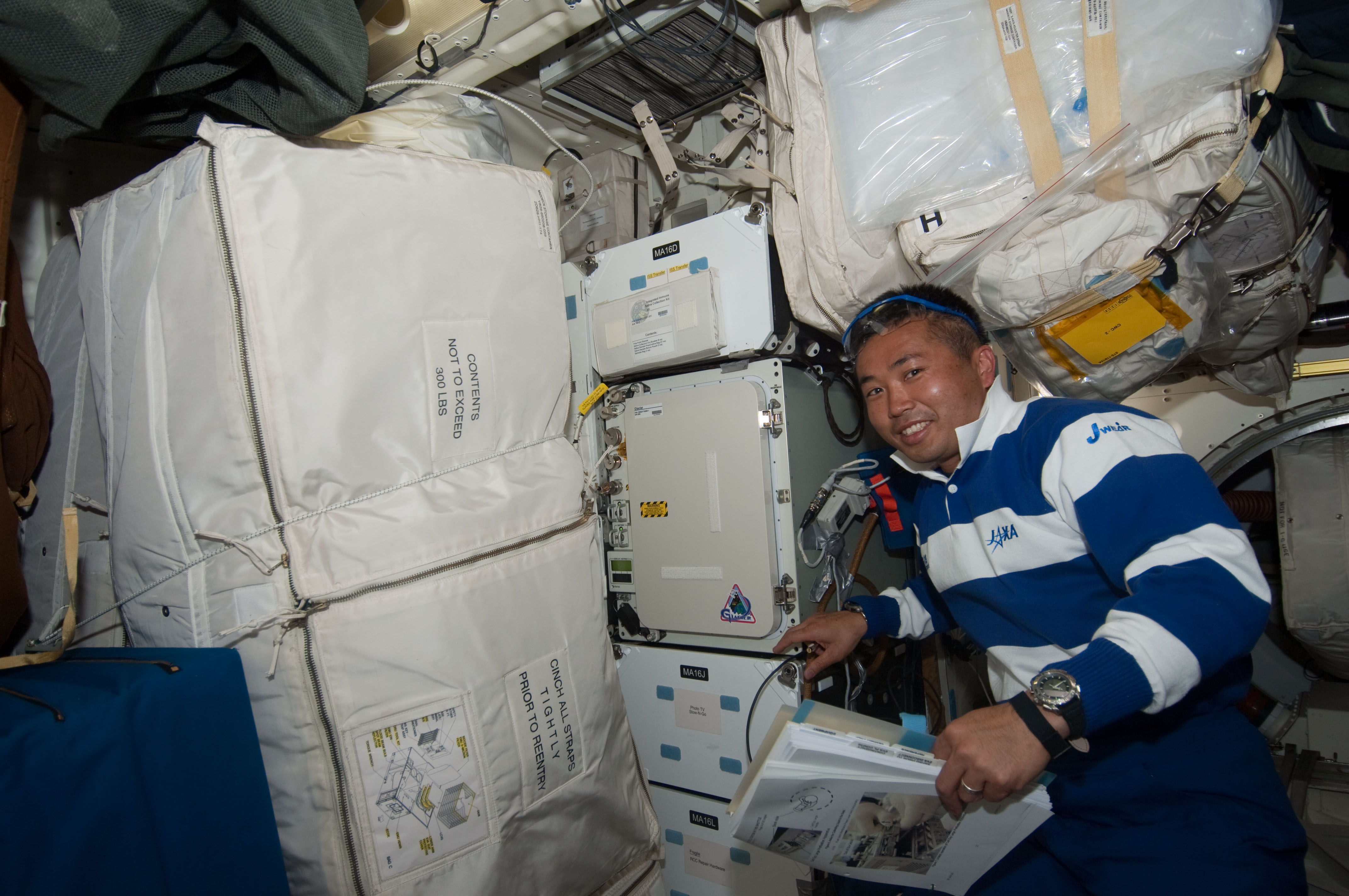
Koichi Wakata vicino a un Glacier nel Middeck di uno Shuttle